# Таймырский (Долгано-Ненецкий) окружной комитет КПСС
Таймырский (Долгано-Таймырский) областной комитет КПСС — центральный партийный орган, существовавший в Таймырской (Долгано-Ненецкой) АО с января 1931 года по 6 ноября 1991 года.

## История
- 10 декабря 1930 года образован Таймырский (Долгано-Ненецкий) национальный округ в составе Восточно-Сибирского края и в связи с этим, в январе 1931 года был создан Таймырский (Долгано-Ненецкий) окружной комитет ВКП(б).
- С 7 декабря 1934 Таймырский (Долгано-Ненецкий) национальный округ в составе Красноярского края.
- 13 октября 1952 года Таймырский (Долгано-Ненецкий) окружной комитет ВКП(б) переименован в Таймырский (Долгано-Ненецкий) окружной комитет КПСС.
- 7 октября 1977 Таймырский (Долгано-Ненецкий) национальный округ преобразован в Таймырский (Долгано-Ненецкий) автономный округ.
- 23 августа 1991 года деятельность КПСС на территории РСФСР приостановлена, а 6 ноября того же года запрещена.

## Первые секретари ВКП(б)/КПСС
- 21.1.1931 - .1935 ответственный секретарь Пермяков, Андрей Евменович
- 1935 - 1937 Ноздрин, Михаил Романович
- 1937 - 2.1.1939 Морозов А. А.
- 1939 - 1946 Павлов, Михаил Андреевич
- 1946 - 1951 Костылёв, Николай Алексеевич
- 1952 - 12.1960 Михайлов, Христофор Семёнович
- 12.1960 - 1971 Колониченко, Алексей Фёдорович
- 1973 - 1976 Барсуков, Владимир Иванович
- 1980 - 1989 Радаев, Геннадий Степанович
- 1989 - 8.1991 Колодько, Валерий Николаевич[1]